# 天主教特奧蒂瓦坎教區
天主教特奧蒂瓦坎教區（拉丁語：Dioecesis Teotihuacana）是墨西哥一個羅馬天主教教區，屬特拉爾內潘特拉總教區。
教區成立於2008年12月3日，包括墨西哥州東北部八市。2010年有教友779,000人（佔轄區總人口89.9%）、廿五個堂區、537名司鐸。現任教區主教為威廉·艾斯科巴·加西亞。